# Un égale trois
 (janvier 2016).
Si vous disposez d'ouvrages ou d'articles de référence ou si vous connaissez des sites web de qualité traitant du thème abordé ici, merci de compléter l'article en donnant les références utiles à sa vérifiabilité et en les liant à la section « Notes et références ».
Un égale trois (ou 1= 3) est une émission de télévision française humoristique créée par Jacques Martin et Jean Yanne et diffusée mensuellement sur la première chaîne de la RTF de janvier à juin 1964.
Cette émission se composait d'une succession de sketchs faisant intervenir différents acteurs, tels Jean Yanne et Paul Mercey. L'émission fait scandale à la suite d'un sketch diffusé en mars 1964 où Jean Yanne et Jacques Martin parodient la bataille de Waterloo sous la forme d'une course cycliste.